# Atractylodes carlinoides
Atractylodes carlinoides là một loài thực vật có hoa trong họ Cúc. Loài này được (Hand.-Mazz.) Kitam. mô tả khoa học đầu tiên năm 1938.